# Dechloran 604
Dechloran 604 (Abkürzung Dec 604) ist eine chemische Verbindung, die als Flammschutzmittel verwendet wird. Sie ist strukturell mit anderen Norbornen-Derivaten wie Dechloran Plus, Dechloran 602, Dechloran 603 und der Chlorendisäure verwandt.

## Verwendung
Dechloran 604 und weitere strukturverwandte Stoffe wurden als Ersatz für Mirex (auch Dechloran genannt) als Flammschutzmittel eingesetzt.

## Umweltrelevanz
Dechloran 604 wurde in Sedimentproben der Great Lakes gefunden. Im Untersuchungszeitraum von 1985 bis 2016 wurden diverse biologische Matrices aus der Umweltprobenbank des Bundes auf Dechloran 604 hin untersucht.